# Luleå (Gemeinde)
Koordinaten: 65° 35′ N, 22° 9′ O

Luleå ist eine Gemeinde (schwedisch kommun) in der nordschwedischen Provinz Norrbottens län und der historischen Provinz Norrbotten.
Der Hauptort der Gemeinde ist Luleå. Weitere Ortschaften sind Alvik, Antnäs, Bälinge, Bensbyn, Bergnäset, Ersnäs, Gammelstad, Jämtön, Klöversträsk, Måttsund, Persön, Råneå, Rutvik und Södra Sunderbyn. Durch die Gemeinde führen die Reichsstraße 94 sowie die Europastraßen E4 und E 10.

## Geographie
Die Gemeinde Luleå erstreckt sich als 20–50 Kilometer breiter Küstenstreifen etwa 50 Kilometer entlang der Küste des Bottnischen Meerbusens. Das Gemeindegebiet ist geprägt von der Küstenebene und den der Küste vorgelagerten Schären. In der Gemeinde münden mehrere Flüsse in die Ostsee, wovon der Lule älv der größte ist. An seiner Mündung liegt die Stadt Luleå.

## Geschichte
Die Gemeinde in ihrer heutigen Form wurde bei der Gemeindereform im Jahre 1971 durch die Zusammenlegung der Gemeinden Stadt Luleå, Nederluleå und Råneå gebildet.

## Wirtschaft
Die Gemeinde Luleå ist eine Industrie- und Dienstleistungsgemeinde. Die größten Arbeitgeber sind SSAB, die Gemeinde, der Provinziallandtag, die Universität und Konsum Norrbotten. Daneben ist auch der Hafen von großer Bedeutung für die Gemeinde.

## Sehenswürdigkeiten
Abgesehen von den Sehenswürdigkeiten der Stadt Luleå ist vor allem Gammelstad zu erwähnen, ein einmaliges Kirchendorf, das seit 1996 Weltkulturerbe ist. Auch die Schären sind einen Besuch wert.